# Alan und Michael Perry

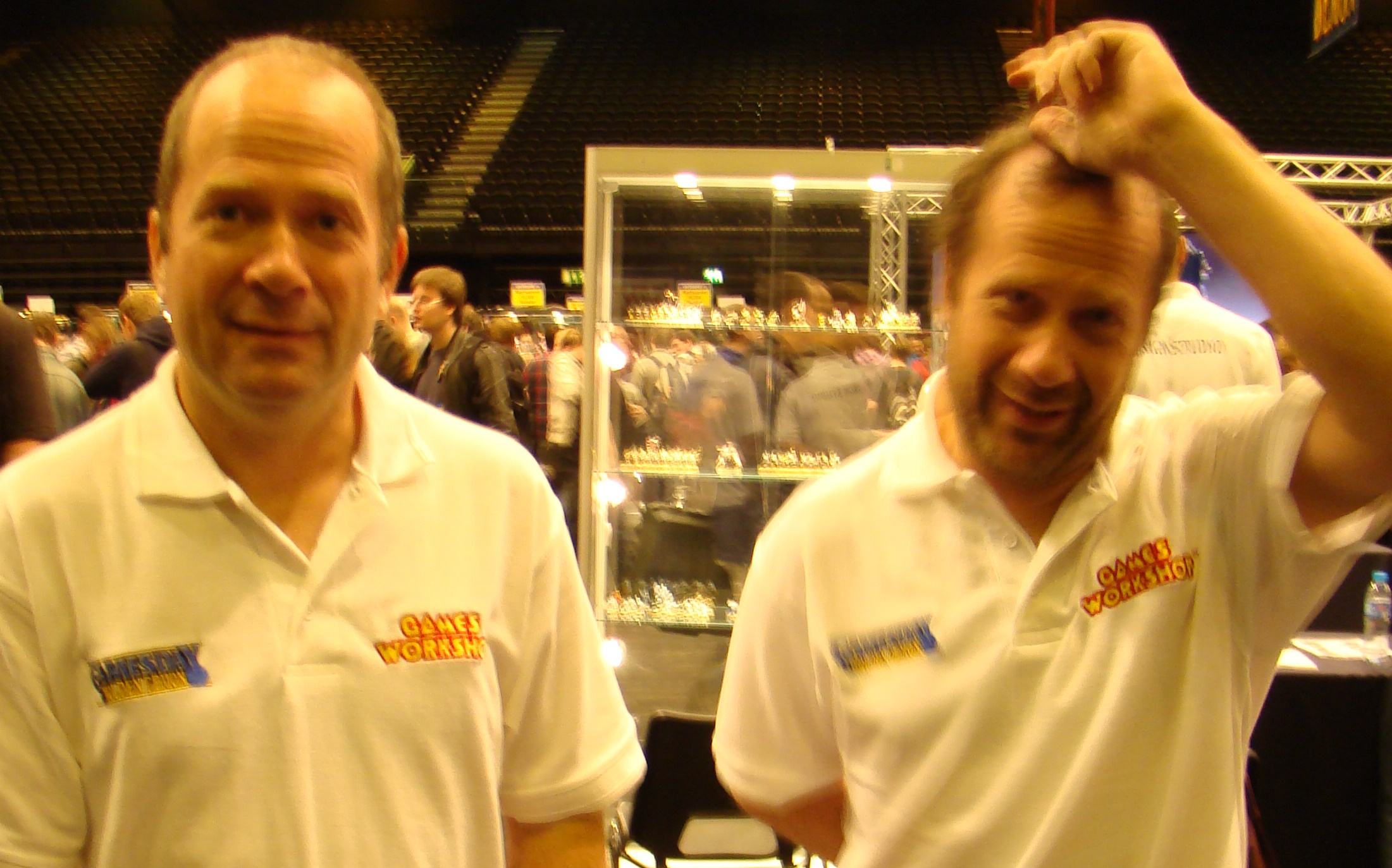
Alan und Michael Perry auf dem Gamesday UK 2011

Alan und Michael Perry (* 1961 in Enfield, Großbritannien) sind Zwillinge und zwei bekannte Miniaturenmodellierer im Tabletop-Hobby und Buchillustratoren. Von 1978 bis 2014 arbeiteten sie für Games Workshop.
Außerdem waren sie früher Modellierer für Wargames Foundry, halfen bei der Gründung von Warhammer Historical Wargames und gründeten ihr eigenes Unternehmen Perry Miniatures, mit dem sie Miniaturen mit historischem Thema produzieren. Sie nehmen auch am Reenactment historischer Schlachten teil und haben eine Reihe von Büchern über Militärgeschichte für Osprey Publishing illustriert. Derzeit leben sie in Nottingham, England.

## Leben
Alan und Michael Perry sind Zwillingsbrüder, die manchmal auch als Perry Brüder oder Perry Zwillinge bezeichnet werden. Sie wurden 1961 geboren und wuchsen im Norden Londons auf. Sie spielen Wargames seit ihrem zehnten Lebensjahr und sind begeisterte Sammler von antiken Rüstungen, Waffen und anderen Militaria. Sie haben Kunst studiert und begannen 1978, noch während ihrer Schulzeit, als freiberufliche Modellierer für Citadel Miniatures, einem Tochterunternehmen von Games Worksop, zu arbeiten. 1980 traten sie dem Unternehmen bei und waren die dienstältesten Mitglieder des Games Workshop Design Studios.
Die beiden haben eine Leidenschaft für Militärgeschichte und lieben es, diese nachzustellen. Sie waren Mitglieder von Sir Marmadaduke Rawdons Regiment of Foote, einem royalistischen Fußregiment der King’s Army, das Teil der britischen historischen Reenactment-Gruppe, der English Civil War Society, ist. Sie haben auch anderen Reenactment-Gruppen angehört. Mit Hilfe ihres Freundes John Stallard veröffentlichten sie ein Faksimile eines einzigartigen Offiziershandbuchs, The Art of Martial Discipline, das sich seit einigen Jahren in ihrer Sammlung befand.
Abgesehen von der Gesichtsbehaarung sehen sie praktisch identisch aus, außer dass Michael Perry 1996 einen Teil seines rechten Arms verlor, nachdem er bei einer Nachstellung der Schlacht bei Crécy in Frankreich beim Laden einer nachgebauten Kanone verunglückte. Für einen rechtshändigen Modellierer und Illustrator war dies eine sehr schwere Verletzung, aber er lernte, mit der linken Hand zu modellieren und zu malen.
Sie gründeten das Unternehmen Warhammer Historical mit einer Reihe von Kollegen von Games Workshop, arbeiteten an den ersten vier Büchern von Warhammer Historical mit Jervis Johnson und Rick Priestley zusammen und sagten, dass sie „versuchen, ein historisches Spiel einzubauen, wann immer wir können“. Ihr eigenes Unternehmen, Perry Miniatures, produziert derzeit 12 Serien zu verschiedenen historischen Themen, z. B. Samurai, Amerikanischer Unabhängigkeitskrieg, Azincourt bis Orleans, Border Reivers, Englischer Bürgerkrieg, Koalitionskriege, Kreuzzüge. Insgesamt werden ihre Miniaturen von Hunderten kommerzieller Regelwerke für Tabletop-Spiele abgedeckt. Sie haben auch eine Reihe von 54 mm ANZACs des Ersten Weltkriegs für die Schlacht von Gallipoli für Peter Jacksons Privatsammlung modelliert.
Sie haben auch als Illustratoren für Osprey Publishing gearbeitet: Alan Perry hat Bücher über Rorke’s Drift und den amerikanischen Bürgerkrieg illustriert, während Michael sich auf chinesische Themen wie den Taiping-Aufstand im 19. Jahrhundert spezialisiert hat. Laut der Osprey-Website hat Alan Perrys Interesse am Zweiten Weltkrieg dazu geführt, dass er kürzlich einen M3 Stuart-Panzer (M3A1) gekauft hat.
Beide sind verheiratet und leben in Nottingham, England.

## „Der Herr der Ringe“
Sie hatte einen Cameo-Auftritt in dem Film „Die Rückkehr des Königs“ als Rohirrim in der Schlacht auf dem Pelennor, an der Seite von Alessio Cavatore und Brian Nelson. Sie können in der Nähe des Mumakil gesehen werden, der in der Nähe von Peregrin Tuk unter den Überresten der Schlacht nach Meriadoc Brandybock sucht, und ist auch auf der Base der Miniatur des Mûmakil von Games Workshop zu sehen.

## Illustrationen
Alan und Michael Perry illustrierten die folgenden Bücher für Osprey Publishing:
- Ian Heath, Michael Perry: The Taiping Rebellion: 1851–66. Osprey Publishing, 1994, ISBN 978-1-85532-346-9 (englisch).
- Chris J. Peers, Michael Perry: Imperial Chinese Armies: 200 BC-AD 589. Osprey Publishing, 1995, ISBN 978-1-85532-514-2 (englisch).
- Chris J. Peers, Michael Perry: Imperial Chinese Armies (2): 590-1260 AD. Osprey Publishing, 1996, ISBN 978-1-85532-599-9 (englisch).
- Ian Knight: Rorke's Drift 1879: 'Pinned Like Rats in a Hole'. Osprey Publishing, 1996, ISBN 978-1-85532-506-7 (englisch).
- James R. Arnold, Carl Smith, Alan Perry: Shiloh 1862: The Death of Innocence. Osprey Publishing, 1998, ISBN 978-1-85532-606-4 (englisch).
- Ian Heath, Michael Perry: The North-East Frontier: 1837–1901. Osprey Publishing, 1999, ISBN 978-1-85532-762-7 (englisch).
- Peter Harrington, Alan Perry, David Chandler, Michael Perry: Peking 1900: The Boxer Rebellion. Osprey Publishing, 2001, ISBN 978-1-84176-181-7 (englisch).
- Ian Heath, Michael Perry: The Sikh Army: 1799–1849. Osprey Publishing, 2005, ISBN 978-1-84176-777-2 (englisch).